# Omomierz

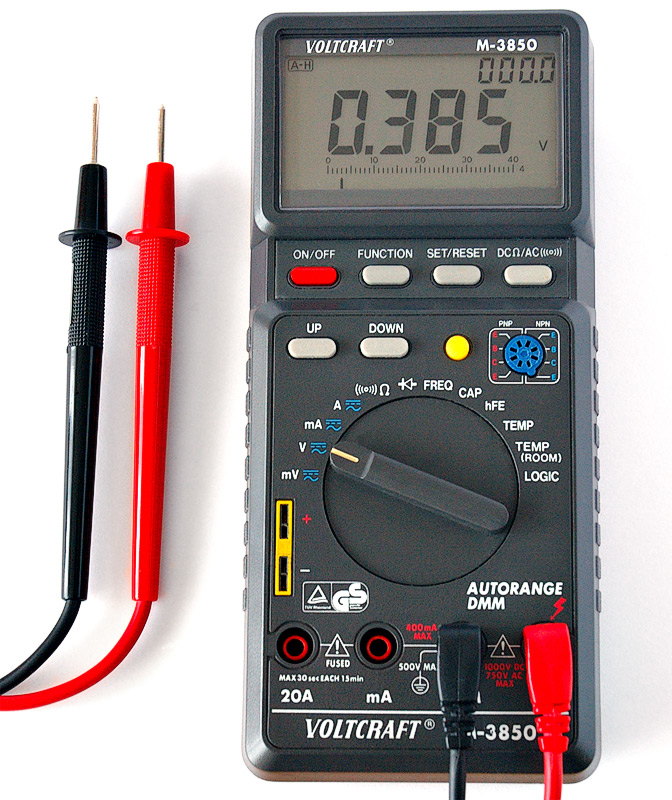
Cyfrowy miernik uniwersalny z możliwością pomiaru oporu

Omomierz – przyrząd służący do pomiaru rezystancji. Do pomiaru rezystancji wykorzystuje się zależności występujące w prawie Ohma, czyli przez pomiar lub ustawienie natężenia prądu płynącego przez badany element i napięcia na badanym elemencie.
Omomierz jest jedną z podstawowych funkcji każdego miernika uniwersalnego.
Klasyczne układy omomierzy można podzielić na szeregowe i równoległe.

## Omomierz szeregowy
Omomierz szeregowy – układ składa się ze źródła napięcia, rezystora, przeskalowanego amperomierza oraz badanego elementu. Wszystkie elementy połączone są szeregowo. Pomiaru dokonuje się przez pomiar natężenia prądu – przeskalowany miernik wskazuje opór. Najprostsze mierniki posiadają pokrętło do regulacji podłączonego szeregowo oporu, by korygować zmiany napięcia w trakcie zużycia baterii. Wadą tego układu jest odwrócona i nieliniowa skala – zero amperomierza odpowiada nieskończonemu oporowi, natomiast przy zerowej rezystancji miernik wskazuje najwyższą wartość, odpowiadającą górnemu zakresowi miernika.
Rezystancję rezystora określa wzór:
{\displaystyle R=U\left({\frac {1}{I}}-{\frac {1}{I_{0}}}\right),}
gdzie:
{\displaystyle U} – napięcie zasilające,
{\displaystyle I} – natężenie prądu wskazywane przy pomiarze,
{\displaystyle I_{0}} – natężenie prądu przy zwarciu omomierza.

## Omomierz równoległy
Omomierz równoległy – układ składa się ze źródła napięcia stałego, opornika wzorcowego i badanego elementu, które połączone są szeregowo. Równolegle do badanego elementu podłączony jest amperomierz. Skala amperomierza jest wyskalowana w jednostkach oporu. Ten typ omomierza nadaje się do pomiaru małych rezystancji, zwłaszcza w tzw. układzie czteropunktowym (patrz bocznik).
Natężenie prądu płynące w układzie (czyli przez źródło napięcia oraz rezystor szeregowy, a także przez równolegle połączony rezystor mierzony oraz amperomierz) określa wzór:
{\displaystyle I={\frac {U(R_{x}+R_{A})}{R_{K}(R_{A}+R_{x})+R_{A}R_{x}}},}
zaś natężenie wskazywane przez amperomierz (bocznikowany rezystorem mierzonym) wynosi:
{\displaystyle I_{A}={\frac {UR_{x}}{R_{K}(R_{A}+R_{x})+R_{A}R_{x}}}.}
Mierzony opór:
{\displaystyle R_{x}={\frac {I_{A}R_{A}R_{k}}{U-I(R_{A}+R_{K})}}.}
Gdy mierzona rezystancja jest znacznie mniejsza od rezystancji oporników, to wzory te upraszczają się do:
{\displaystyle I_{A}=U{\frac {R_{x}}{R_{A}R_{K}}},}
{\displaystyle R_{x}=I_{A}{\frac {R_{A}R_{k}}{U}},}
gdzie:
{\displaystyle R_{x}} – mierzona rezystancja,
{\displaystyle R_{A}} – rezystancja amperomierza,
{\displaystyle R_{K}} – rezystancja włączona szeregowo,
{\displaystyle U} – napięcie źródła napięciowego.

## Omomierz ze źródłem prądowym
Obecne układy elektroniczne pozwalają na zbudowanie źródła prądu elektrycznego dającego stałe natężenie prądu niezależnie od obciążenia źródła, zwane źródłem prądowym. Omomierz równoległy oparty na źródle prądowym składa się ze źródła prądowego oraz miernika napięcia. Mierzoną rezystancję określa wzór:
{\displaystyle R_{x}={\frac {U}{I}}.}
Zaletą tej metody jest liniowa zależność uzyskiwanego napięcia w funkcji mierzonego oporu.

## Omomierz porównawczy
Popularną metodą w woltomierzach cyfrowych jest pomiar stosunku napięć na dwóch opornikach: wzorcowym i badanym zasilanym takim samym prądem. Ta metoda jest szczególnie użyteczna przy wykorzystywaniu przetwornika analogowo-cyfrowego z podwójnym całkowaniem, gdyż dokładność pomiaru zależy wyłącznie od dokładności opornika wzorcowego i jakości przetwornika analogowo-cyfrowego.
{\displaystyle R_{x}=R_{w}{\frac {U_{x}}{U_{w}}},}
gdzie:
{\displaystyle R_{x}} – mierzona rezystancja,
{\displaystyle R_{w}} – rezystancja porównawcza,
{\displaystyle U_{x}} – napięcie na mierzonej rezystancji,
{\displaystyle U_{w}} – napięcie na rezystancji porównawczej.

## Mostki pomiarowe
Do pomiaru oporności wykorzystywane są też mostki pomiarowe, np. mostek Thomsona, mostek Wheatstone’a.